# Lehner Ödön
Lehner Ödön (Budapest, 1887. november 16. – Budapest, 1938. május 18.) tanár, gyümölcstermesztő, Lehner Vilmos fia.

## Életrajza
A budapesti tudományegyetem bölcsészeti karán 1911-ben szerezte meg fizika-matematika szakos tanári oklevelét. 1912 és 1935 között Budapesten volt középiskolai tanár volt, aki autodidakta módon kezdett az őszibarack-termesztéssel foglalkozni.

## Munkássága
Gyümölcstermesztő tanfolyamokat szervezett. Hazánkban úttörőként 1928-ban készítette el az első gyümölcstermesztési filmet, "Az őszibaracktermesztés"-t, 1933-ban megalapította a Nagytétényi Őszibaracktermesztők Egyesületét. Az Országos Pomológiai Bizottság tagjaként az új barackfajták termesztése terén fejtett ki értékes munkát.

## Főbb munkái
- Az őszibarack termesztés kátéja (Budapest, 1929);
- Az őszibarack (Budapest, 1939).